# SIPP

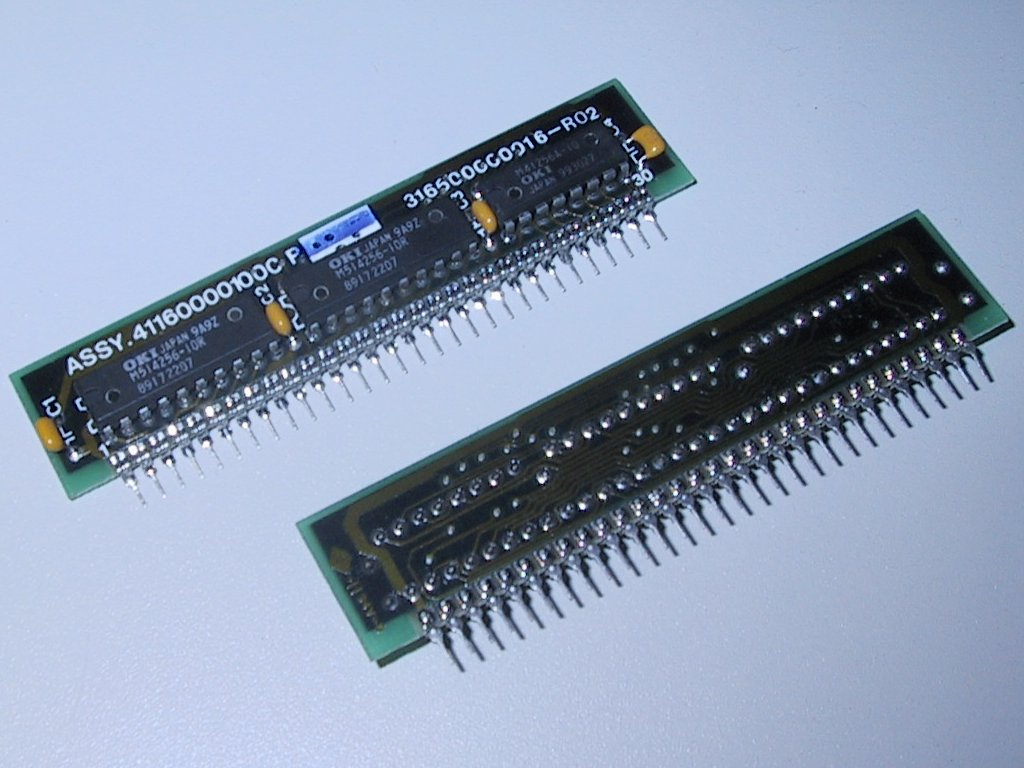
Imatge del SIPP.

SIPP, l'acrònim de Single In-line Pin Package (paquet de pins singulars en línia) o SIP (únic paquet en línia), és un paquet de xips que conté només una fila de pins de connexió. És diferent dels DIP (paquets en línia dual), que tenen dues files de pins connectats. Un SIPP consisteix en un circuit imprés en el que es monten varis xips de memòria RAM, amb una disposició de pins correlativa. Té un total de 30 pins al llarg del circuit, que encaixen amb les ranures o bancs de connexió de memòria de la placa base de l'ordinador, i proporciona vuit bits per mòdul. Va ser utilitzat en sistemes 80286 i van sr reemplaçats per les SIMM, més fàcils d'instal·lar i que proporcionen 8 o 32 bits per mòdul (segons si són de 30 o 72 contactes).

## Utilització
Tot i que els SIPP no són tan comuns com els DIP, són necessesaris a l'hora de empaquetar múltiples resistències i xips de RAM amb un pin comú. Tant mitjançant un procés de dispositiu de muntatge en superfície com en un procés DIP, els SIP organitzen col·lectivament xips de RAM en una pissarra petita. La placa inclou una sola fila de pins de connexió, que es connecten a una presa particular d'un sistema o una placa d'expansió del sistema.
Normalment els SIPP son associats a mòduls de memòria, ja que tenen un màxim I/O de 24 i poques despeses de paquets, mentre que els DIP tenen un màxim I/O de 64.
La majoria dels SIPP de forma petita són dispositius de matriu paral·lela de components de valor comú, com matrius de resistència o díodes. Els que són de gran forma solen ser circuits híbrids, com temporitzadors o oscil·ladors.

## Tipus
El cos del SIPP és de ceràmica o de plàstic, amb un contador de plom que oscil·la entre 4 i 64. Hi ha tres tipus de SIPP: modelat, recobert i no recobert.

## Història
Aquest tipus de memòria es va utilitzar en alguns sistemes 80286 i 80386 (80386SX). Ben aviat van substituir-se per SIMMs utilitzant connectors de punta, que eren més econòmics i durables.